# Exaudi Vocem Meam - Part 1
Exaudi Vocem Meam - Part 1 es el quinto álbum de la banda de Dark Wave francesa Dark Sanctuary, y la primera parte de un disco compuesto lanzado en noviembre del 2005 bajo el sello Wounded Love Records. Su duración total es de 62:29. Contiene una opertura y una pista titulada «Dein kalter Stein», donde colabora con la banda el músico Theodor Schwadorf.

## Canciones
1. «Ouverture» (2:33)
2. «Elle et l'aube» (7:41)
3. «Dein kalter Stein» (feat. Theodor Schwadorf from the Vision Bleak) (5:56)
4. «Memento Mei» (6:51)
5. «The garden of Jane Delawney» (3:55)
6. «Cristal» (6:51)
7. «Mon errance...» (3:50)
8. «A mes ennemis» (8:05)
9. «Sortie du cloître» (5:02)
10. «Des illusions» (4:19)
11. «Je m'en irai» (7:19)

- Datos: Q8846965